# Saku Ylätupa
Saku Tuomas Severi Ylätupa (Espoo, 4 augustus 1999) is een Fins voetballer die als aanvaller voor Kalmar FF speelt.

## Carrière
Saku Ylätupa speelde sinds 2015 voor HJK Helsinki, waar hij enkele bekerwedstrijden speelde. Hij kwam in de competitie uit voor Klubi-04 Helsinki, het reserve-elftal van HJK. In 2017 werd hij verhuurd aan RoPS Rovaniemi, wat op het hoogste Finse niveau uitkomt. In de zomer van 2017 vertrok hij naar AFC Ajax, waar hij bij het onder-19 team aansloot. Vanaf de zomer van 2018 maakt hij deel uit van Jong Ajax, waar hij in de met 1-1 gelijkgespeelde uitwedstrijd tegen FC Den Bosch op 31 augustus 2018 debuteerde. In de met 4-3 verloren uitwedstrijd tegen Jong FC Utrecht maakte hij zijn enige doelpunt voor Jong Ajax. In de winterstop van het seizoen 2018/19 vertrok hij naar het Zweedse AIK Fotboll. Deze club verhuurde hem in 2020 aan het Finse IFK Mariehamn. In 2022 maakte hij de overstap naar GIF Sundsvall. Sinds 2023 staat Ylätupa onder contract bij Kalmar FF.

### Interlandcarrière
Saku Ylätupa speelde voor diverse Finse vertegenwoordigende jeugdelftallen, zo was hij met het Fins voetbalelftal onder 19 actief op het Europees kampioenschap voetbal mannen onder 19 in eigen land in 2018 actief. In januari 2019 werd hij geselecteerd voor het Fins elftal voor twee oefenwedstrijden tegen Zweden en Estland.
| Interlands van Saku Ylätupa voor Finland | Interlands van Saku Ylätupa voor Finland | Interlands van Saku Ylätupa voor Finland | Interlands van Saku Ylätupa voor Finland | Interlands van Saku Ylätupa voor Finland | Interlands van Saku Ylätupa voor Finland |
| №                                        | Datum                                    | Wedstrijd                                | Uitslag                                  | Soort wedstrijd                          | Doelpunten                               |
| Als speler bij Jong Ajax                 | Als speler bij Jong Ajax                 | Als speler bij Jong Ajax                 | Als speler bij Jong Ajax                 | Als speler bij Jong Ajax                 | Als speler bij Jong Ajax                 |
| ---------------------------------------- | ---------------------------------------- | ---------------------------------------- | ---------------------------------------- | ---------------------------------------- | ---------------------------------------- |
| 1.                                       | 8 januari 2019                           | Zweden − Finland                         | 0 – 1                                    | Vriendschappelijk                        | 0                                        |
| 2.                                       | 11 januari 2019                          | Finland − Estland                        | 1 − 2                                    | Vriendschappelijk                        | 0                                        |